# 皇家安特衛普美術館
皇家安特衛普美術館（荷蘭語：Koninklijk Museum voor Schone Kunsten Antwerpen）是位於比利時城市安特衛普的一座美術館。

## 历史
美術廠成立於1810年，收藏繪畫和雕塑及書籍藏品。2011年9月至2017年期間，美術館因施工而暫時關閉。皇家安特衛普美術館的建築為新古典主義建築，是安特衛普的地標之一。

## 外部連結
- 官方网站 （英文）

51°12′30″N 4°23′41″E / 51.20833°N 4.39472°E